# Педру Ганшаш
Пе́дру Луї́ш Маша́ду Га́ншаш (порт. Pedro Luís Machado Ganchas; нар. 31 травня 2000) — португальський футболіст, захисник данського клубу «Сількеборг».

## Клубна кар'єра

### «Бенфіка»
Вихованець команди «Каррегаду», після чого 2011 року приєднався до академії лісабонської «Бенфіки». В сезоні 2015—2016 виступав на правах оренди за «Каррегаду», а 2016—2018 за «Сакаваненсе».
20 серпня 2019 року продовжив контракт з клубом до 2024 року. 13 вересня 2020 року дебютував за резервну команду в матчі Сегунда-ліги проти «Вілафранкенсе». 16 січня 2021 року в поєдинку проти «Коїмбри» забив свій перший гол у кар'єрі.

### «Пасуш-де-Феррейра»
31 січня 2022 року перейшов у «Пасуш-де-Феррейра», підписавши контракт на 3,5 років. 8 травня дебютував за нову команду в матчі Прімейра-ліги проти «Санта-Клари», вийшовши в стартовому складі. За підсумками сезону 2022–23 його команда вибула з еліти.
6 листопада 2023 року в поєдинку Сегунда-ліги проти «Академіку» (Візеу) забив свій перший гол за клуб. 
За підсумками лютого 2024 року визнаний найкращим молодим гравцем місяця в Сегунда-лізі.

### «Сількеборг»
2 липня 2024 року перейшов у данський «Сількеборг», підписавши чотирирічний контракт. 21 липня 2024 року дебютував за «Сількеборг» в матчі данської Суперліги проти «Сеннер'юска», вийшовши в стартовому складі. 25 липня в поєдинку кваліфікації Ліги Європи УЄФА проти норвезького «Молде» дебютував у єврокубках. 25 вересня 2024 року в матчі Кубка Данії проти «Роскілле» забив свій перший гол за «Сількеборг». 25 жовтня в поєдинку проти «Ольборга» вперше відзначився голом у Суперлізі.
В своєму дебютному сезоні дійшов із «Сількеборгом» до фіналу Кубка Данії, де його команда зрештою поступилась «Копенгагену».

## Кар'єра в збірній
Виступав за збірні Португалії до 17, до 18, до 19 і до 20.

## Статистика виступів
Станом на 10 серпня 2025
| Клуб              | Сезон             | Чемпіонат         | Чемпіонат | Чемпіонат | Кубок | Кубок | Кубок ліги | Кубок ліги | Єврокубки | Єврокубки | Інші  | Інші | Всього | Всього |
| Клуб              | Сезон             | Дивізіон          | Матчі     | Голи      | Матчі | Голи  | Матчі      | Голи       | Матчі     | Голи      | Матчі | Голи | Матчі  | Голи   |
| ----------------- | ----------------- | ----------------- | --------- | --------- | ----- | ----- | ---------- | ---------- | --------- | --------- | ----- | ---- | ------ | ------ |
| Бенфіка Б         | 2020–21           | Сегунда-ліга      | 21        | 3         | —     | —     | —          | —          | —         | —         | —     | —    | 21     | 3      |
| Бенфіка Б         | 2021–22           | Сегунда-ліга      | 11        | 1         | —     | —     | —          | —          | —         | —         | —     | —    | 11     | 1      |
| Бенфіка Б         | Всього            | Всього            | 32        | 4         | 0     | 0     | 0          | 0          | 0         | 0         | 0     | 0    | 32     | 4      |
| Пасуш-де-Феррейра | 2021–22           | Прімейра-ліга     | 2         | 0         | —     | —     | —          | —          | —         | —         | —     | —    | 2      | 0      |
| Пасуш-де-Феррейра | 2022–23           | Прімейра-ліга     | 5         | 0         | —     | —     | 1          | 0          | —         | —         | —     | —    | 6      | 0      |
| Пасуш-де-Феррейра | 2023–24           | Сегунда-ліга      | 29        | 2         | 1     | 0     | 0          | 0          | —         | —         | —     | —    | 30     | 2      |
| Пасуш-де-Феррейра | Всього            | Всього            | 36        | 2         | 1     | 0     | 1          | 0          | 0         | 0         | 0     | 0    | 38     | 2      |
| Сількеборг        | 2024–25           | Суперліга         | 25        | 1         | 7     | 1     | —          | —          | 4         | 0         | 1     | 0    | 37     | 2      |
| Сількеборг        | 2025–26           | Суперліга         | 4         | 0         | 0     | 0     | —          | —          | 3         | 0         | 0     | 0    | 7      | 0      |
| Сількеборг        | Всього            | Всього            | 29        | 1         | 7     | 1     | 0          | 0          | 7         | 0         | 1     | 0    | 44     | 2      |
| Всього за кар'єру | Всього за кар'єру | Всього за кар'єру | 97        | 7         | 8     | 1     | 1          | 0          | 7         | 0         | 1     | 0    | 114    | 8      |

1. ↑  2 матчі в Лізі Європи УЄФА, 2 матчі в Лізі конференцій УЄФА
2. ↑  Матчі в плей-оф Суперліги за участь в єврокубках
3. ↑  Матчі в Лізі конференцій УЄФА

## Досягнення
Особисті
- Молодий гравець місяця Сегунда-ліги: лютий 2024